# Boulogne-Billancourt (quận)
Quận Boulogne-Billancourt là một quận của Pháp nằm trong tỉnh Hauts-de-Seine thuộc vùng Île-de-France. Nó có 9 tổng và 9 xã.

## Các đơn vị hành chính

### Các tổng
Các tổng của quận Boulogne-Billancourt là:
1. Boulogne-Billancourt-Nord-Est
2. Boulogne-Billancourt-Nord-Ouest
3. Boulogne-Billancourt-Sud
4. Chaville
5. Issy-les-Moulineaux-Est
6. Issy-les-Moulineaux-Ouest
7. Meudon
8. Saint-Cloud
9. Sèvres

### Các xã
Các xã của quận Boulogne-Billancourt và mã INSEE là:
| 1. Boulogne-Billancourt (92012) | 2. Chaville (92022)    | 3. Issy-les-Moulineaux (92040) | 4. Marnes-la-Coquette (92047) |
| 5. Meudon (92048)               | 6. Saint-Cloud (92064) | 7. Sèvres (92072)              | 8. Vaucresson (92076)         |
| 9. Ville-d'Avray (92077)        |                        |                                |                               |